# Энхер (король Хвикке)
Энхер (англ. Eanhere) был, возможно, правителем Хвикке, одного из англосаксонских королевств. Он возможно, правил совместно со своим братом Энфритом. Его племянница, дочь Энфрита Эфе, вышла замуж за короля Суссекса Этельвельха. К сожалению, единственным источником информации об Энхере является Беда, который просто вскользь упомянул его имя и на самом деле не утверждал, что он был королем:
Porro regina, nomine Eabae, in sua, id est Huicciorum prouincia fuerat baptizata. Erat autem filia Eanfridi fratris Ænheri, qui ambo cum suo populo Christiani fuere. 

("И королева, по имени Эфа, была крещена своим собственным именем, то есть хвиккианцы были крещены. Она была дочерью Энфрида, брата Энхера, которые оба были христианами вместе со своим народом.")
Осрик, возможно, был сыном Энхера от Остриты, дочери Освиу из Нортумбрии. Единственный зарегистрированный брак Остриты - это брак с Этельредом I из Мерсии, но более ранний брак с Энхером объясняет, почему Осрик и его брат Освальд описываются как nepotes Этельреда - слово, которое обычно переводятся как племянники или внуки, но здесь, вероятно, имеются в виду пасынки.